# Guy Lusadisu
Guy Lusadisu est un ancien footballeur professionnel congolais. Il est l'entraîneur du CS Manika.

## Carrière

### Apparitions internationales
Les scores et les résultats listent le premier but de la RD Congo. 
| N° | Date            | Lieu                                   | Adversaire | But  | Résultat | Compétition                            |
| -- | --------------- | -------------------------------------- | ---------- | ---- | -------- | -------------------------------------- |
| 1. | 6 novembre 2015 | Estádio 11 de Novembro, Luanda, Angola | Zambie     | 2 –0 | 3–0      | Amical                                 |
| 2. | 17 janvier 2016 | Stade Huye, Butare, Rwanda             | Ethiopie   | 1 –0 | 3–0      | Championnat d'Afrique des Nations 2016 |

### Entraîneur
En 2017 il commence sa carrière en tant que entraîneur de l'AS PJSK l'équipe réserve de l'AS Vita Club et il était secondé par Francis Makenda qui le remplaça après son départ du club en 2019 pour rejoindre l'AS Maniema Union où il avait fait un intérim en 2018 durant la suspension du staff technique.
En juillet 2023, il rejoint le staff technique d'Hitachi Monchevula à l'AS Dauphins Noirs de Goma en tant qu'entraineur adjoint,.

## Palmarès
AS Vita Club
Gagnant
- Ligue 1 : 2014-15

Finaliste
- Ligue des Champions CAF : 2014

TP Mazembe
Gagnant
- Linafoot (2): 2011, 2012
- Ligue des Champions CAF (2): 2009, 2010
- Super Coupe de la CAF (2): 2010, 2011

Finaliste
- Coupe du Monde des Clubs de la FIFA : 2010